# Valérie Nicolas
Valérie Nicolas (ur. 12 marca 1975 w Lampaul-Guimiliau), francuska piłkarka ręczna, była reprezentantka kraju. Gra na pozycji bramkarki. Obecnie występuje we francuskim ASPTT Nice. W reprezentacji zadebiutowała w 1995 r., a karierę reprezentacyjną zawiesiła w 2008 r. Do reprezentacji wróciła w 2011 r. Została powołana na Mistrzostwa Świata w Brazylii.

## Kariera
- 1993-1995  USM Gagny
- 1995-2003  ES Besançon
- 2003-2007  Viborg HK
- 2007-2008  Ikast-Bording EH
- 2008-  ASPTT Nice

## Sukcesy

### Reprezentacyjne

#### Mistrzostwa Świata
- (2003)
- (1999)

#### Mistrzostwa Europy
- (2002, 2006)

### Klubowe

#### Mistrzostwo Francji
- (1998, 2001, 2003)

#### Puchar Francji
- ,  (2001, 2002, 2003)

#### Puchar EHF
- ,  (2004)
- ,  (2007)

#### Mistrzostwo Danii
- (2004, 2006)

#### Puchar Danii
- ,  (2004, 2006)

#### Liga Mistrzyń
- (2006)

## Nagrody indywidualne
- 2007 - Najlepsza bramkarka Mistrzostw Świata rozgrywanych we Francji.
- 2003 - MVP Mistrzostw Świata rozgrywanych w Chorwacji